# Vítězslav Tuma
Vítězslav Tuma (* 4. Juli 1971 in Nový Jičín, Tschechoslowakei) ist ein ehemaliger tschechischer Fußballspieler.

## Karriere
Vítězslav Tuma begann mit dem Fußballspielen in seiner Geburtsstadt bei TJ Nový Jičín. Mit 18 Jahren wechselte der 1,90 Meter große Stürmer zum FC Vítkovice. 1991 ging er nach zu VTJ Znojmo, um dort seinen Armeedienst abzuleisten. Von dort wechselte Tuma zu den Sabah Rhinos in die malaysische Liga, wo sein Landsmann Jaroslav Netolička spielte. Nach nur einer Saison kehrte Tuma nach FC Vítkovice zurück, blieb aber erneut nur ein Jahr. Er wurde vom Ortsrivalen Baník Ostrava verpflichtet, wo er in anderthalb Spielzeiten lediglich vier Tore in 26 Begegnungen erzielte. In der Winterpause 1995/96 ging Tuma zum SK LeRK Prostějov in die Zweite Liga.
Der Durchbruch gelang dem Wandervogel erst bei seiner nächsten Station im Spieljahr 1996/97, dem FC Karviná, für den er zehn Tore in 21 Spielen schoss. Den Abstieg seiner Mannschaft konnte der Mittelstürmer dennoch nicht verhindern. In der Zweiten Liga hatte Tuma einen sensationellen Lauf, ihm gelangen 19 Treffer in 22 Partien. Daraufhin wurde er vom Erstligisten Petra Drnovice verpflichtet und enttäuschte nicht. In den Spielzeiten 1998/99 und 1999/2000 gelangen ihm jeweils elf Treffer. In der Saison 2000/01 war Tuma auf dem Höhepunkt seiner Karriere, mit 15 Toren wurde er Torschützenkönig im tschechischen Oberhaus.
Obwohl Tuma in diesen Jahren zu den besten Stürmern der Tschechischen Liga zählte, wurde er nicht in die Nationalmannschaft berufen. Gegen ihn sprach zum einen die starke Konkurrenz aus Spielern wie Jan Koller, Vratislav Lokvenc und Vladimír Šmicer, zum anderen sein vergleichsweise hohes Alter. Mit inzwischen 30 Jahren galt er nicht mehr als Perspektivspieler.
Im Sommer 2001 einigte sich Tuma mit dem chinesischen Verein Lifan Chongqing auf einen Vertrag, der ihm 20.000 US-Dollar monatlich garantieren sollte. Er flog nach China, doch entgegen vorheriger Vereinbarungen sollte er zweiwöchige Tests absolvieren. Tuma lehnte ab und kehrte nach Tschechien zurück. In der Saison 2001/02 schoss er neun Tore in 19 Spielen für Drnovice, ehe er wenige Wochen vor Saisonende aus finanziellen Gründen zusammen mit acht weiteren Spielern an Marila Příbram verkauft wurde, das ihn an Sparta Prag auslieh. In Prag konnte sich Tuma nicht durchsetzen und spielte ab Mitte 2002 in Příbram, wo er es aber nicht einmal mehr in die Startaufstellung schaffte. In der Winterpause 2002/03 wurde er an Sigma Olomouc verkauft, aber an seine alte Form konnte er auch dort nicht mehr anknüpfen. Im Sommer 2003 wechselte Tuma schließlich zu seinem ehemaligen Verein FK Drnovice, der mittlerweile in der Zweiten Liga spielte. Zum Aufstieg seiner Mannschaft steuerte Tuma vier Treffer bei, beendete aber nach jener Saison seine Karriere wegen anhaltender Probleme mit seinem linken Knie.

### Erfolge
- Torschützenkönig Gambrinus Liga 2000/01

| Personendaten    | Personendaten                |
| ---------------- | ---------------------------- |
| NAME             | Tuma, Vítězslav              |
| KURZBESCHREIBUNG | tschechischer Fußballspieler |
| GEBURTSDATUM     | 4. Juli 1971                 |
| GEBURTSORT       | Nový Jičín, Tschechoslowakei |